# Nazionale di atletica leggera della Repubblica Dominicana
La nazionale di atletica leggera della Repubblica Dominicana è la rappresentativa della Repubblica Dominicana nelle competizioni internazionali di atletica leggera riservate alle selezioni nazionali.

## Bilancio nelle competizioni internazionali
La nazionale dominicana di atletica leggera vanta 13 partecipazioni ai Giochi olimpici estivi su 29 edizioni disputate.
Le medaglie olimpiche conquistate dagli atleti dominicani sono 5 e portano la firma di Félix Sánchez, oro nei 400 metri ostacoli ad Atene 2004 e Londra 2012, Luguelín Santos, argento nei 400 metri piani a Londra 2012, Marileidy Paulino argento nei 400 metri piani a Tokyo 2020 e la staffetta 4×400 metri mista argento a Tokyo 2020.
Ai Mondiali la Repubblica Dominicana può annoverare quattro medaglie, anche in questo caso conquistate da Félix Sánchez, 2 ori (Edmonton 2001 e Parigi Saint-Denis 2003) ed 1 argento (Osaka 2007), e Luguelín Santos, 1 bronzo (Mosca 2013).
L'unica medaglia conquistata dalla nazionale dominicana ai Mondiali indoor è il bronzo vinto dalla staffetta 4×400 metri maschile a Valencia 2008.